# Liberto dos Santos
Pour les articles homonymes, voir dos Santos.
Liberto dos Santos est un footballeur portugais né le 1er février 1908 et mort à une date inconnue.

## Biographie
Il réalise l'intégralité de sa carrière à l'União Lisboa.
En équipe du Portugal, il reçoit 5 capes entre 1926 et 1927. Il fait partie du groupe portugais aux Jeux olympiques de 1928 à Amsterdam, mais il ne dispute aucun match lors du tournoi.

## Carrière
- 1925-1928 :  União Lisboa